# リペア
| ウィキペディアには「リペア」という見出しの百科事典記事はありません（タイトルに「リペア」を含むページの一覧/「リペア」で始まるページの一覧）。 代わりにウィクショナリーのページ「リペア」が役に立つかもしれません。 |